# Puccini (filme)
Puccini  é um filme italiano de 1953 dirigido por Carmine Gallone e protagonizado por Gabriele Ferzetti no papel do compositor Giacomo Puccini.

## Elenco
- Gabriele Ferzetti .... Giacomo Puccini
- Märta Torén .... Elvira Puccini
- Nadia Gray .... Cristina Vernini
- Paolo Stoppa .... Giocondo
- Myriam Bru .... Delia
- Sergio Tofano .... Giulio Ricordi
- Mimo Billi .... Fanelli
- Silvio Bagolini .... Gianni
- Alessandro Fersen .... Padre di Delia
- Jacques Famery .... Antonio Puccini
- Carlo Duse .... Arrigo Boito
- Piero Palermini .... Ferdinando Fontana
- Oscar Andriani .... Giuseppe Giacosa
- René Clermont .... Luigi Illica
- Mario Feliciani .... Enrico
- Renato Chiantoni .... Filippo Tacchi
- Attilio Dottesio .... Sampieri